# واکنشگر ناب بی‌اوپی
واکنشگر ناب بی‌اوپی (به انگلیسی: BOP reagent) با فرمول شیمیایی C۱۲H۲۲F۶N۶OP۲ یک ترکیب شیمیایی با شناسه پاب‌کم ۱۵۱۳۴۸ است. که جرم مولی آن ۴۴۲٫۲۸۱ g/mol می‌باشد. شکل ظاهری این ترکیب، پودر بلورین سفید است.